# Râul Comănița
Râul Comănița este un curs de apă, afluent al râului Geamărtălui. 